# Anju Bobby George
Anju Bobby George, wcześniej Anju Markose (ur. 19 kwietnia 1977 w Cheeranchira, Kerala) – indyjska lekkoatletka, skoczkini w dal.
Anju Bobby George to najbardziej znana indyjska lekkoatletka. Pierwsze znaczące osiągnięcia tej zawodniczki to złoty medal Igrzysk azjatyckich i brązowy medal igrzysk Wspólnoty Narodów w 2002. W 2003 zajęła 7. miejsce na halowych mistrzostwach świata. Tego samego roku odniosła największy sukces w swojej karierze, zdobywając brązowy medal mistrzostw świata. Oddała wówczas skok na odległość 6,70 m. Przegrała wówczas z Francuzką Barber i Rosjanką Kotową. Medal ten był pierwszym medalem zdobytym przez reprezentanta Indii na światowej imprezie lekkoatletycznej od czasów Normana Pritcharda, który na Igrzyskach Olimpijskich w 1900 zdobył dwa srebrne medale w konkurencjach biegowych.
W 2004 na igrzyskach olimpijskich w Atenach George ustanowiła swój rekord życiowy 6,83 m, co dało jej 6. miejsce. W 2005 na mistrzostwach świata w Helsinkach zajęła 5. miejsce. W drugim występie olimpijskim, który miał miejsce w Pekinie, zawodniczka nie zaliczyła żadnej próby w eliminacjach.
W roku 2002 została laureatem nagrody Arjuna Award, a w 2004 została wyróżniona Orderem Padma Shri.